# Keralagoudborstbuulbuul
De keralagoudborstbuulbuul (Rubigula gularis, synoniem: Pycnonotus gularis) is een zangvogel uit de familie van de buulbuuls. 

## Verspreiding en leefgebied
Deze soort komt voor in het zuidwesten van India.

## Status
De grootte van de populatie is niet gekwantificeerd maar de soort wordt omschreven als algemeen. Op de Rode lijst van de IUCN heeft deze soort de status niet bedreigd.